# Kosovići
Kosovići (en serbe cyrillique : Косовићи) est un village de Bosnie-Herzégovine. Il est situé dans la municipalité de Rudo et dans la république serbe de Bosnie. Selon les premiers résultats du recensement bosnien de 2013, il compte 13 habitants.

## Démographie

### Répartition de la population par nationalités (1991)
En 1991, le village comptait 36 habitants, répartis de la manière suivante :